# Unryū-in

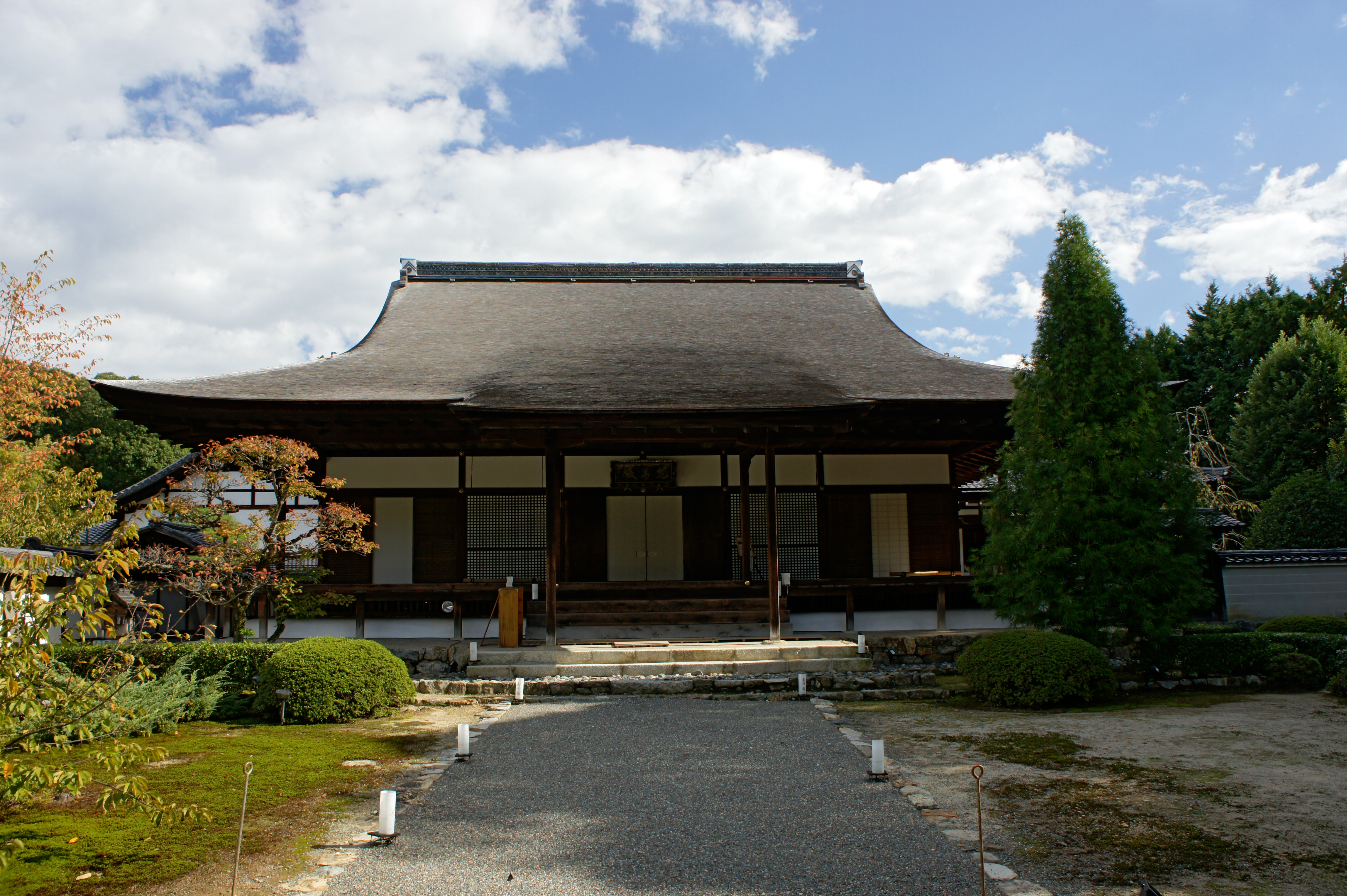
Hon-dō (1646) du Unryū-in, Bien culturel important

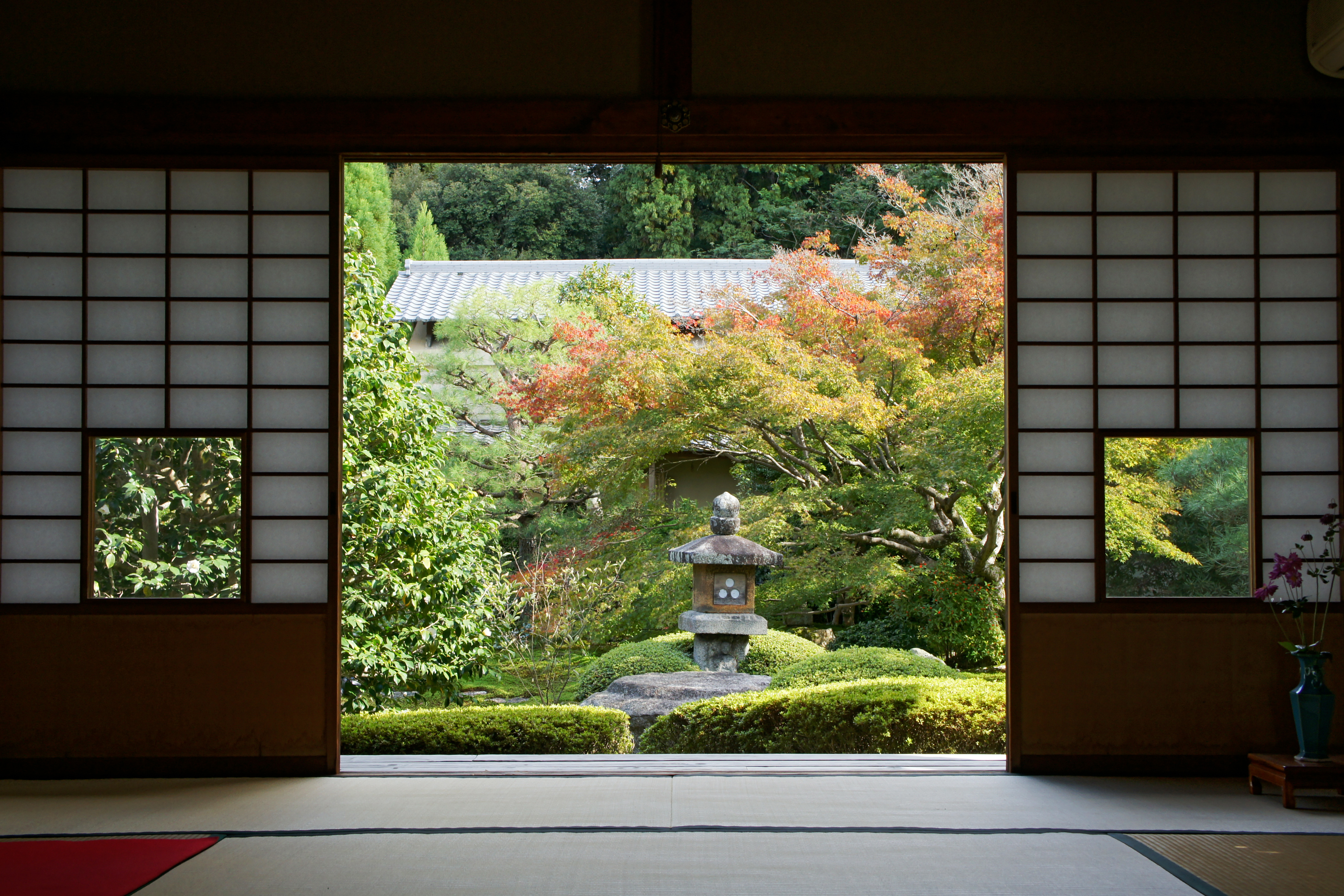
Jardins du Unryū-in

Le Unryū-in (雲竜院) est un sous-temple du Sennyū-ji de Kyoto (Higashiyama-ku). Fondé en 1372, il est reconstruit après les destructions dues à la guerre d'Ōnin. Le hon-dō de 1646 (13,8 m x 12,9 m, de style irimoya-zukuri, avec toit à bardeaux, est un bien culturel important. Le hōjō c'est-à-dire le quartier d'habitation de l'abbé date également de l'époque d'Edo. Une copie du Sūtra du Lotus de l'époque de Kamakura est désignée « Bien culturel important ».